# UPSAHL
UPSAHL — проект американской инди-поп певицы и композитора Тейлор Апсал. К началу года UPSAHL подписала контракт с Arista Records и выпустила первый EP Hindsight 20/20.

## Биография
Тейлор Апсал родилась в Финиксе, штат Аризона 28 ноября 1998 года. Её отец — Майк Апсал, музыкант таких групп как Surf Through Death и Stereotyperider.
Тейлор рано (в пять лет) начала заниматься музыкой, чему, возможно, способствовали бабушка с дедушкой, которые были учителями музыки. Первые песни она написала в шестом классе. В ноябре 2011 года Тейлор стала публиковать песни на музыкальном сервисе Bandcamp. 3 июля 2015 опубликовала свой первый CD — Viscerotonic, состоящий из 11 треков, на Spotify и iTunes. Она училась в Аризонской школе искусств, где занималась игрой на гитаре, фортепиано и обучалась хоровому пению. С 14 лет начала выступать на различных площадках Финикса под своим именем. Но первый сингл 2017 года, «Can You Hear Me Now», выпустила уже под именем UPSAHL.
В 2018 переехала в Лос-Анджелес, где по контракту с Universal Music Publishing Group участвовала в сессиях звукозаписи. Затем заключила контракт с возрождающейся Arista Records (Sony), где до конца года при участии Макса Фроста выпустила композиции «Kiss Me Now» и «The Other Team».
В марте 2019, предваряемый синглом «Drugs», вышел EP Hindsight 20/20.
В феврале 2021 года вместе с Майком Шинодой и iann dior записала песню «Happy Endings», выложенную в Сеть 19 февраля.

### Комментарии
1. ↑  Т. е. в 2010 году.